# おもいっきり中学時代
『おもいっきり中学時代』（おもいっきりちゅうがくじだい）は、1985年4月2日から1990年3月17日までNHK教育テレビジョンで放送されていた中学生向けの学校放送（教科：特別活動）である。

## 概要
1984年12月29日に一度パイロット版を放送した後、1985年4月にレギュラー放送を開始した。ほとんどの期間においては土曜日 11時30分 - 12時 （日本標準時）に放送されていたが、最初の2回分のみ再放送枠である火曜日17時30分枠で初回放送が行われていた。
スタジオに集まった中学生と話しあっていた
この番組は、第28回児童福祉文化賞にて文化奨励賞を受賞した。

## 出演者
- 司会
  - 兵藤ゆき[5][3]
  - 山本浩[6]
  - 吉川精一[7]
  - 井鍋正良[3][8]
  - 杉本泰夫[9][10]
- リポーター
  - 近藤美香
  - 柿沼紫乃[3]